# R-39

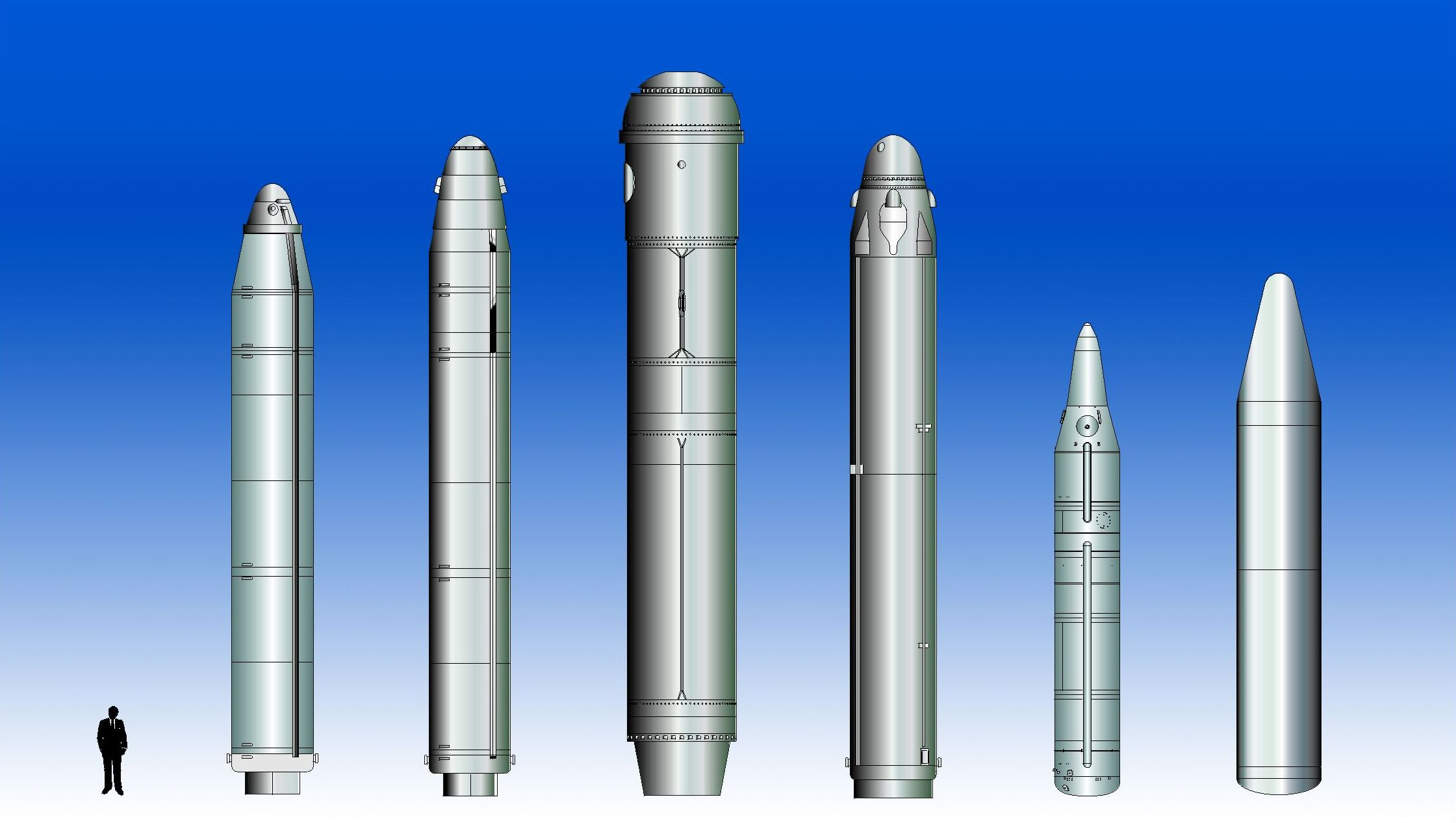
Rakiety stosowane na okrętach podwodnych: R-29, R-29Р, R-39, R-29РМ, CSS-NX-3, JL-2

R-39 (Kod NATO: SS-N-20 Sturgeon) – radziecki trzystopniowy pocisk balistyczny SLBM, na paliwo stałe. R-39 przenosił 10 głowic MIRV o mocy 100 Kt na odległość 8300 km. R-39 przenoszone były przez okręty podwodne projektu 619 (testy) oraz 941.

## Rozwój i konstrukcja
Wstępne prace nad systemem rakietowym z napędzanym paliwem stałym pociskiem ICBM rozpoczęły się w Biurze Konstrukcyjnym Budowy Maszyn Makijewa w 1971 roku. Rozwój pierwszego systemu SLBM zasilanego takim rodzajem paliwa rozpoczął się dwa lata później. Prace nad systemem D-19 wyposażonym w pociski R-39 rozpoczęły się w zgodzie z dekretem Rady Ministrów Ukraińskiej SRR z września 1973 roku. R-39 był trzystopniowym pociskiem na paliwo stałe, z silnikami pierwszego i drugiego stopnia w osłonie epoksydowej, o zasięgu 8300 km. W celu zmniejszenia rozmiarów pocisku w silnikach I i II stopnia zastosowano wysuwane dysze. Sekcja czołowa pocisku mieściła post-buster z systemem nawigacji i napędzanym paliwem ciekłym systemem przenoszącym 10 głowic MIRV. Same głowice, o mniejszym kącie czołowym niż głowice poprzednich pocisków SLBM, umieszczone były w tylnej sekcji post-bustera, wokół nosa (sekcji czołowej) trzeciego stopnia napędowego. Pocisk zainstalowany był w tubie startowej, gdzie podtrzymywany był przez znajdujące się na górze urządzenie absorbujące wstrząsy. R-39 był wystrzeliwany przez ciśnienie zmagazynowanych gazów (zimny start), natomiast specjalny system przeciwwstrząsowy na paliwo stałe generował otulinę gazową wokół pocisku, której zadaniem było zmniejszenie efektu oddziaływania ciśnienia hydrodynamicznego na pocisk podczas podwodnej fazy startu. Zapłon silnika pierwszego stopnia następował po opuszczeniu przez pocisk tuby startowej.
Testy pocisku rozpoczęły się w 1979 roku próbami przeprowadzonymi z pokładu okrętu K-153 (projekt 629/ 619), kontynuowanymi następnie przez testy ze stanowisk lądowych. Spośród 17 testów lądowych, połowa zakończyła się fiaskiem wynikłym z problemów z silnikami pierwszego i drugiego stopnia. Po przekonstruowaniu systemów napędowych kontynuowano z pokładu pierwszego okrętu projektu 941 (TK-208) testy, z których 11 zakończyło się sukcesem.
System D-19 został zaakceptowany do służby w roku 1984. Po okręcie TK-208 także pięć kolejnych okrętów tego projektu otrzymało po 20 pocisków tego systemu, przy czym formalne przyjęcie do służby pocisków R-39 nastąpiło w 1989 roku. Już w 1980 roku rozpoczęły się prace nad następcą tego pocisku dla projektu 941 – R-39M, który miał być przenoszony także przez okręty przyszłego typu Borei (Jurii Dołgoruki). Testy w locie tego pocisku rozpoczęły się w 1996 roku, jednakże po czterech nieudanych próbach program anulowano, na rzecz nowego pocisku R-30 na paliwo stałe opracowywanego pod kierunkiem nie posiadającego do tej pory doświadczenia w konstruowaniu pocisków SLBM Moskiewskiego Instytutu Technologii Cieplnych (MITT) we współpracy z Biurem Konstrukcyjnym Budowy Maszyn.